# Place Bernard-Halpern
La place Bernard-Halpern est une voie située dans le quartier du Jardin-des-Plantes du 5e arrondissement de Paris.

## Situation et accès
La place Bernard-Halpern est desservie à proximité par la ligne 7 à la station Censier-Daubenton.

## Origine du nom
Cette place rend hommage au médecin français d'origine russe Bernard Halpern (1904-1978).

## Historique
Précédemment « place des Patriarches », elle constitue l'ancienne entrée du marché des Patriarches supprimé au début du XXe siècle. Elle prend son nom actuel le 18 novembre 1985.

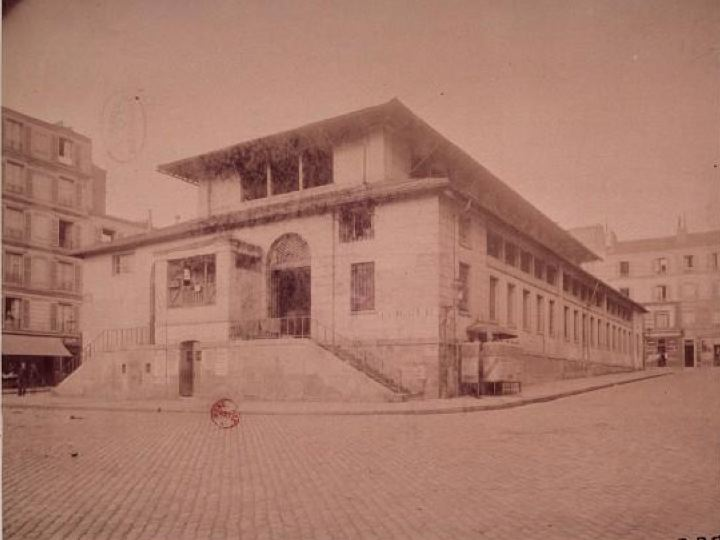
La place des Patriarches avec le marché des Patriarches vers 1900 (photo d'Eugène Atget).
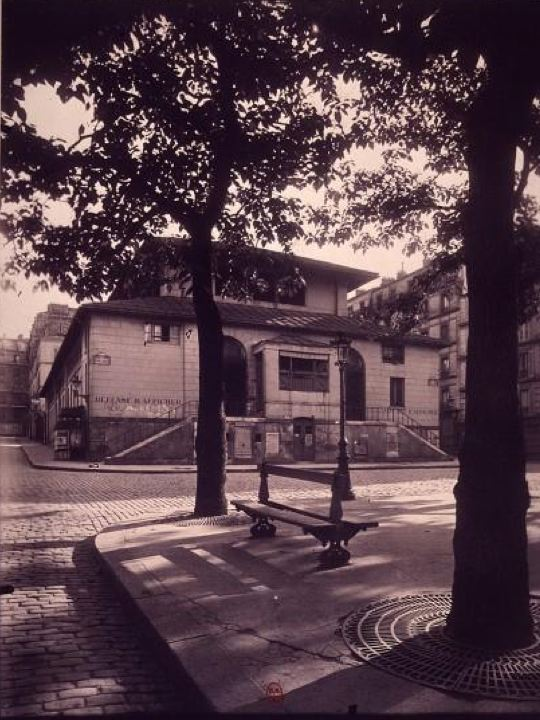
La place des Patriarches en 1924 avec l'entrée du marché (photo d'Eugène Atget).

## Bâtiments remarquables et lieux de mémoire
- La place Bernard-Halpern donne sur l'arrière de l'église Saint-Médard et accueille l'une des cinq fontaines Wallace de l'arrondissement.

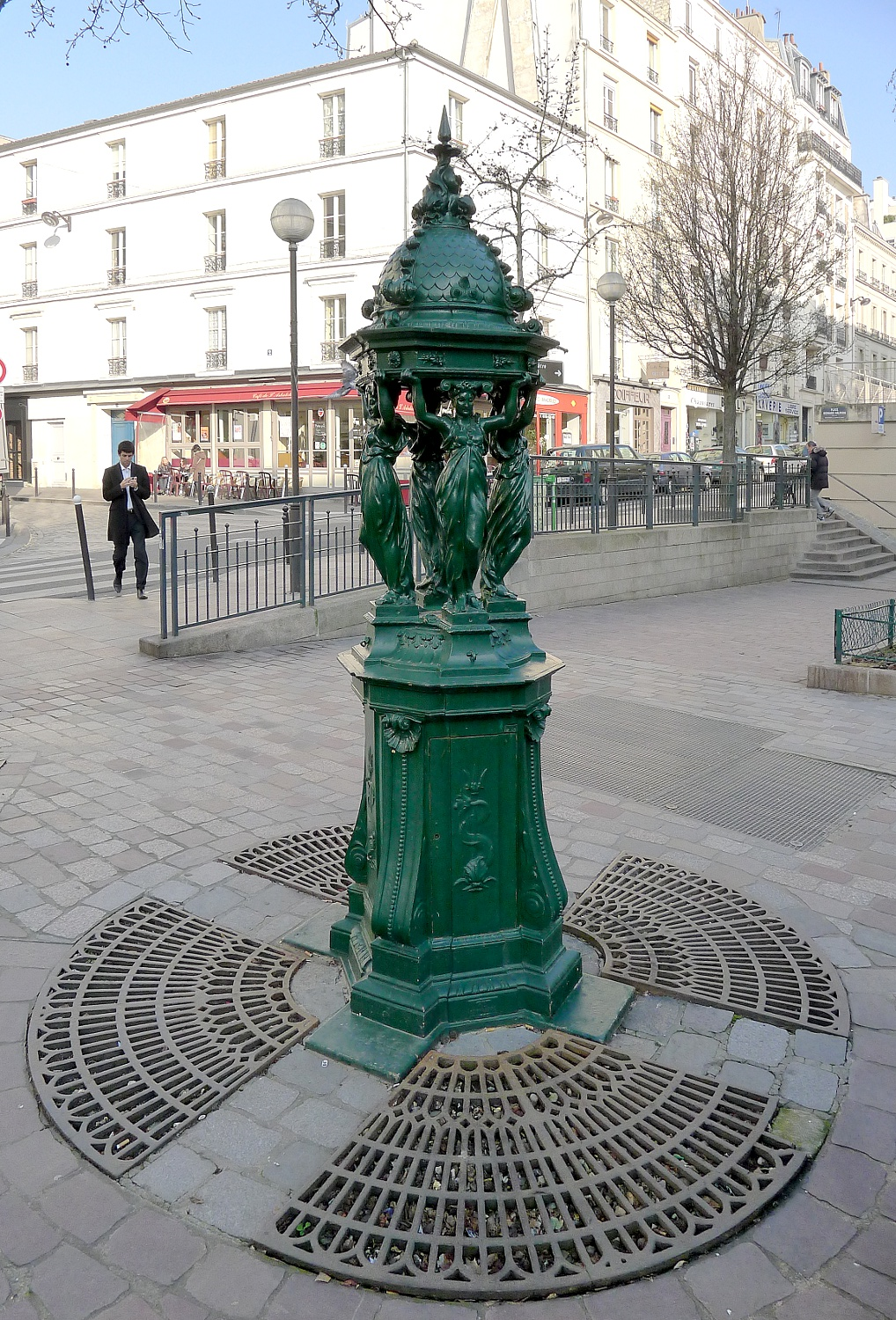
Fontaine Wallace de la place Bernard-Halpern.